# ايفون واتسون
ايفون واتسون (بالإنجليزية: Yvonne Lawley)‏ هي ممثلة نيوزلندية، ولدت في 4 ديسمبر 1913، وتوفيت في 21 مايو 1999 بأوكلاند في نيوزيلندا.

## وصلات خارجية
- ايفون واتسون على موقع IMDb (الإنجليزية)
- ايفون واتسون على موقع ألو سيني (الفرنسية)
- ايفون واتسون على موقع أول موفي (الإنجليزية)
- ايفون واتسون على موقع قاعدة بيانات الأفلام السويدية (السويدية)
- ايفون واتسون على موقع قاعدة بيانات الفيلم (الإنجليزية)
- ايفون واتسون على موقع كينوبويسك (الروسية)